# Svengali (1914)
Svengali ist ein österreichischer Stummfilm aus dem Jahre 1914 mit Ferdinand Bonn in der Titelrolle.

## Handlung
Erzählt wird die Geschichte von Trilby, einem Mädchen aus kleinen Verhältnissen, das sich bevorzugt in Künstler- und Studentenkreisen bewegt. Eines Tages lernt sie den mysteriösen Svengali kennen, einen Musiker, der ihr mittels Hypnose eine große Karriere als Sängerin verspricht. Durch Svengalis Zauberkräfte gelingt ihr tatsächlich der Aufstieg, doch diese Macht hat auch ihre Schattenseiten. Mehr und mehr verliert Trilby ihren eigenen Willen, den sie erst durch Svengalis gewaltsamen Tod zurückgewinnt. Doch ist sie bald selbst so schwach, dass sie mit dem Tode ringt. Erst im letzten Moment kann sie durch die Liebe zu einem jungen Mann zurück ins Leben finden.

## Produktionsnotizen
Svengali, bisweilen auch unter dem Titel Der Hypnotiseur geführt, wurde am 1. Mai 1914 im Wiener Beethovensaal uraufgeführt. Der Film hatte eine Länge von rund 1050 Metern auf drei Akten, das entspricht einer Spieldauer von nicht ganz einer Stunde. In Deutschland wurde Svengali von der Münchner Firma Bayerische Filmgesellschaft Fett Wiesel vertrieben.

## Kritik
Wiens Neue Freie Presse schrieb: "Bonn kommt als Svengali wieder, in eben jener Rolle, in der er etwa vor drei Lustren seinen jungen Ruf bei uns gefestigt hat. Die Gestalt des Svengali paßt wunderbar für den Film, das Mysteriöse, Dämonische, das diesem Wandermusikanten anhaftet, der das kleine Modellmädchen Trilby durch die geheimnisvolle Kraft der Hypnose zu einer gefeierten Sängerin emporzuheben vermag, verspricht effektvolle Wirkungen für das Kino. Bonn beweist in dieser Rolle wieder, daß ein großer Schauspieler der Sprechbühne auch in der rein bildlich-mimischen Darstellung durch den Film uns als großer Künstler für sich gewinnt. Das Liebesidyll der Trilby mit ihrem Maler, das durch das Dazwischentreten Svengalis grausam zerstört wird, wird von Wiener Schauspielkräften rührend dargestellt."